# V.I.D.I
V.I.D.I – drugi studyjny album polskiego zespołu rockowego Leash Eye zarejestrowany w studiu Sounddivision w Warszawie. W nagraniu gościnny udział wziął Piotr Cugowski (Bracia).

## Lista utworów
1. "Deathproof (Charger vs Challenger)" (muz. Konarski, Kowalski, Sikora, Gruszka, sł. Pańczyk) - 4:26
2. "One Time, Two Times" (muz. Konarski, Kowalski, Sikora, Gruszka, sł. Pańczyk) - 3:47
3. "Headin' For Disaster" (muz. Konarski, Kowalski, Sikora, Gruszka, sł. Pańczyk) - 4:02
4. "Open Up, Chris" (muz. Konarski, Kowalski, Sikora, Gruszka, sł. Pańczyk) - 5:07
5. "Her Rose's Flavor" (muz. Konarski, Kowalski, Sikora, Gruszka, sł. Pańczyk) - 8:32
6. "Trucker Song" (muz. Konarski, Kowalski, Sikora, Gruszka, sł. Trela) - 3:45
7. "The Road" (muz. Konarski, Kowalski, Sikora, Gruszka, sł. Pańczyk) - 4:33
8. "The Streets Of Will" (muz. Konarski, Kowalski, Sikora, Gruszka, sł. Pańczyk) - 4:00
9. "The Warmth" (muz. Konarski, Kowalski, Sikora, Gruszka, sł. Trela) - 8:16
10. "F.H.T.W." (muz. Konarski, Kowalski, Sikora, Gruszka, sł. Pańczyk) - 5:10

## Twórcy
| - Łukasz "Konar" Konarski – perkusja - Marek "Marecki" Kowalski – gitara basowa - Piotr "Voltan" Sikora – instrumenty klawiszowe - Arkadiusz "Opath" Gruszka – gitara - Sebastian "Seb" Pańczyk – śpiew | - Piotr Cugowski – śpiew - Filip Hałucha – inżynieria dźwięku - Tomasz Wróblewski – produkcja muzyczna - Sounddivision – mastering - Bisqp – okładka, oprawa graficzna |